# Stutz Motor Car of America

Logo im Jahr 1987

Stutz Motor Car of America war eine amerikanische Automarke, die von 1970 bis 1988 sog. Revival Cars herstellte. Das Unternehmen ließ die vor dem Zweiten Weltkrieg erfolgreiche Marke Stutz wieder aufleben, hatte zu dem Vorgänger aber keine rechtliche oder organisatorische Beziehung. Die neuen Fahrzeuge mit dem Namen Stutz waren mehr oder weniger stark abgeänderte Großserienfahrzeuge, deren Design einige Elemente von Vorkriegsfahrzeugen zitierte und die teuersten amerikanischen Automobile ihrer Zeit waren.

## Unternehmensgeschichte
Konzeptioneller Vorläufer des Stutz-Revivals war der 1966 gescheiterte Versuch, die Marke Duesenberg wiederzubeleben. Der hierfür konstruierte Duesenberg Model D hatte äußerlich einige Ähnlichkeit mit den späteren Stutz-Modellen.
Stutz Motor Car of America wurde 1968 von dem New Yorker Bankier James O’Donnell gegründet.
Die Initiative ging wie schon beim Duesenberg-Projekt von dem Designer Virgil Exner aus, der 1966 den Duesenberg Model D entworfen hatte. Zwar war das Unternehmen, an dem August Duesenbergs Sohn Fred beteiligt war, wegen Kapitalmangels gescheitert; ungeachtet dessen war Exner weiterhin auf der Suche nach Investoren, die eine Aufnahme der Produktion doch noch finanzieren konnten. Einer der potentiellen Finanziers, die Exner ansprach, war der New Yorker Investment-Banker James O’Donnell. Er ließ sich das Projekt erklären, und nach einer eingehenden Untersuchung lehnte er die Unterstützung des Unternehmens ab. Gleichwohl war O’Donnell fasziniert von Exners Design, das er „für das schönste Auto, das ich jemals gesehen habe“, hielt. Wenig später nahm er daher nochmal Kontakt zu Exner auf. Beide kamen überein, gemeinsam ein ähnlich gestaltetes Auto zu bauen. John DeLorean, seinerzeit Manager der GM-Marke Pontiac, wurde zurate gezogen. Er befürwortete das Design und hielt das Projekt für machbar; schließlich sagte er O’Donnell logistische Unterstützung zu.
Im August 1968 gründete James O’Donnell das Unternehmen Stutz Motor Car of America, das er in den folgenden 20 Jahren leitete. Die Wahl des Marke „Stutz“ erklärte O’Donnell mit einer persönlichen Affinität zu den bekannten Vorkriegs-Sportwagen, von denen er in seiner Jugendzeit einen gefahren haben will. Ein zumindest gleichermaßen wichtiger Grund dürfte der Umstand gewesen sein, dass der Name Stutz – anders als andere vergangene Marken wie Packard oder Duesenberg – nicht mehr markenrechtlich geschützt war, sondern als public domain zur Verfügung stand. 1988 gab O’Donnell seine Tätigkeit als Präsident und Geschäftsführer auf, blieb aber zunächst noch Mehrheitseigner. Anfang der 1990er Jahre verkaufte er seine Anteile, wenig später schloss Stutz die Tore.
Zwischen 1970 und 1988 verkaufte Stutz etwa 600 Fahrzeuge. Die bei weitem erfolgreichsten Modelle waren die jeweiligen Basis-Coupés mit dem Namen Blackhawk, gefolgt von der viertürigen Limousine auf dem regulären Radstand. Alle anderen Modelle – Cabriolets und Langlimousinen – blieben mehr oder weniger Einzelstücke.
Verkauft wurden die Autos überwiegend in den Vereinigten Staaten, aber auch in den Staaten des Nahen und Mittleren Ostens sowie in Brunei. In Europa wurden nur wenige Wagen verkauft, auch wenn der bekannte Luxuswagen-Händler Auto Becker zeitweilig die Vertretung für Mitteleuropa übernommen hatte.

## Das Konzept
Zwischen 1970 und 1988 baute Stutz eine Reihe von Fahrzeugen, die – mit Ausnahme der seltenen Geländewagen Defender und Gazelle – bei allen Unterschieden im Detail generell stets dem gleichen Konzept folgten.

### Boutique Cars
Es handelte sich jeweils um luxuriöse und sehr teure Automobile, die auf amerikanischer Großserientechnik beruhten und mit einer in Italien in Handarbeit hergestellten Karosserie „klassischen“ Stils versehen wurden. O’Donnell legte Wert auf die Feststellung, dass Stutz weder Motoren noch technische oder elektrische Bauteile selbst herstellte. Stutz sah sich vielmehr in der Tradition der „Coachbuilder“, die auf bereitgestellter Technik allein die Karosserien und das Interieur produzierten. Die Blechteile wurden jedenfalls seit dem Blackhawk II an dem unveränderten Basisfahrzeug angebracht; daher mussten die neu hergestellten Teile in ihren Dimensionen exakt den Vorgaben des Basismodells entsprechen. Autos nach diesem Muster wurden in den 1970er-Jahren als Boutique Cars bezeichnet. Die Verwendung von Großserienkomponenten von General Motors stellte einerseits sicher, dass die Wagen überall auf der Welt gewartet und mit Ersatzteilen versehen werden konnten; anderseits folgten aus der unvollständigen Anpassung in der Realität auch Probleme. So notierte die Zeitschrift auto motor und sport, dass die im Vergleich zum Basisfahrzeug verkleinerten Kühleröffnungen schnell im Stadtverkehr zu hohen thermischen Belastungen führten. Als weiteres Beispiel wurden die Tür- und Haubenscharniere genannt, die unverändert von GM übernommen wurden und augenscheinlich zu schwach für die erheblich schwereren Stutz-Komponenten waren, so dass geöffnete Türen schnell schief hingen.

### Produktion in Italien
Die Herstellung der Wagen erfolgte regelmäßig in Italien. Das hatte vor allem wirtschaftliche Gründe; O’Donnell hob allerdings in der Öffentlichkeit das Prestige italienischer Handwerksarbeit hervor. Produzenten war zunächst Officine Padane in Modena und ab 1972 die Carrozzeria Saturn in Cavallermaggiore. O’Donnell hatte diese Werkstatt eigens für seine Autos eingerichtet. Stutz erhielt von General Motors fertige Basisfahrzeuge, die per Schiff nach Italien geliefert wurden.

### Retrodesign
Virgil Exners Designkonzept war darauf gerichtet, Merkmale des Automobildesigns der Zwischenkriegsjahre auf zeitgemäße Karosseriekörper zu übertragen.
Als vorkriegstypisch sah Exner beispielsweise eine hohe Kühlermaske, geschwungene Kotflügel, seitliche Auspuffrohre, frei stehende Scheinwerfer und Reserveräder an. Einige dieser Elemente konnte Exner für seine Stutz-Entwürfe nur stilisieren oder andeuten, weil sie bei den Fahrzeugen mit Pontonkarosserie, die in der Nachkriegszeit vorherrschten, nicht mehr voll ausgebildet werden konnten. Das gilt etwa für die Kotflügel und für die Trittbretter. Bei der Kühlermaske war es nicht möglich, die Proportionen der Vorkriegsformen zu treffen, weil die Motorhaube bei Nachkriegsautos regelmäßig über die Vorderachse hinausragt.
Exner setzte bei den Stutz-Modellen (wie schon 1966 beim Duesenberg Model D) das Vorkriegsdesign wie folgt um:
- Von vorn nach hinten abfallende Chromleisten an den Wagenflanken zeichnen die Form geschwungener Kotflügel nach,
- verchromte Ausbuchtungen im unteren Bereich der Türen imitieren Trittbretter,
- eine große Kühlermaske, auf die eine Ausbuchtung der Motorhaube nach vorn verengend zuläuft, ragt über die vordere Stoßstangenlinie hinaus; Exner wollte sie als Phallus-Symbol verstanden wissen,[6]
- frei stehende Frontscheinwerfer sind links und rechts des Kühlergrills vor eine Aussparung in der Frontmaske gesetzt,
- in den vorderen Kotflügeln treten nicht funktionsfähige Auspuffrohre aus, die Sidepipes imitieren sollen,
- ein frei sichtbares Reserverad ist in den Kofferraumdeckel eingelassen.

Diese Elemente wurden bis zum letzten Modell, dem Stutz Bearcat II von 1987, beibehalten.

## Die einzelnen Modelle

### Stutz Blackhawk
Volumenmodell der Marke Stutz war das zweitürige Coupé Blackhawk. Es wurde von 1970 bis 1986 in Italien gebaut. In 16 Jahren entstanden vier Generationen, die sich technisch und äußerlich in Details voneinander unterscheiden. Die meisten Autos wurden in den USA und im Nahen Osten abgesetzt; einige Fahrzeuge kamen aber auch nach Europa.

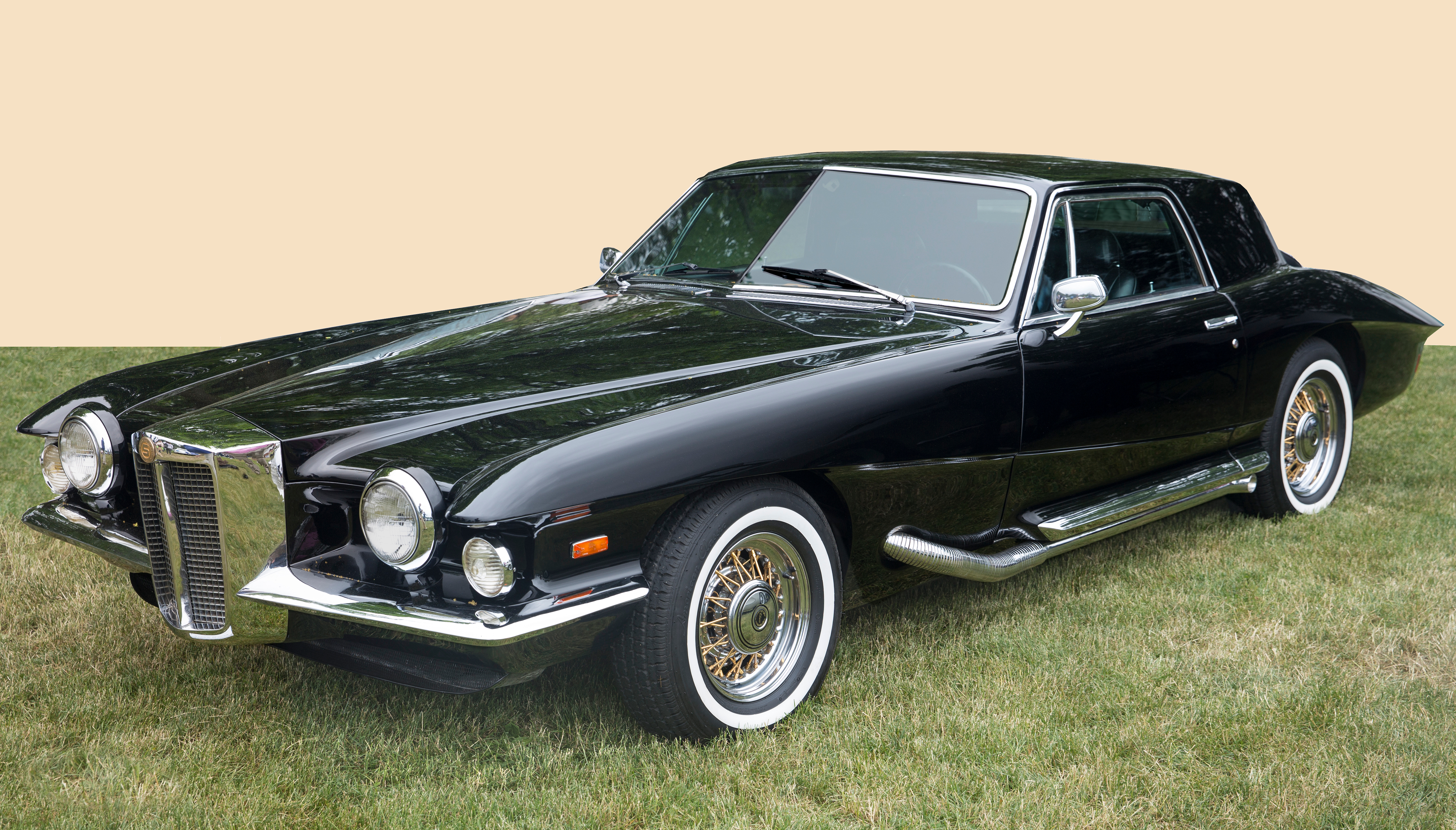
Erste Serie: Stutz Blackhawk I (1971)

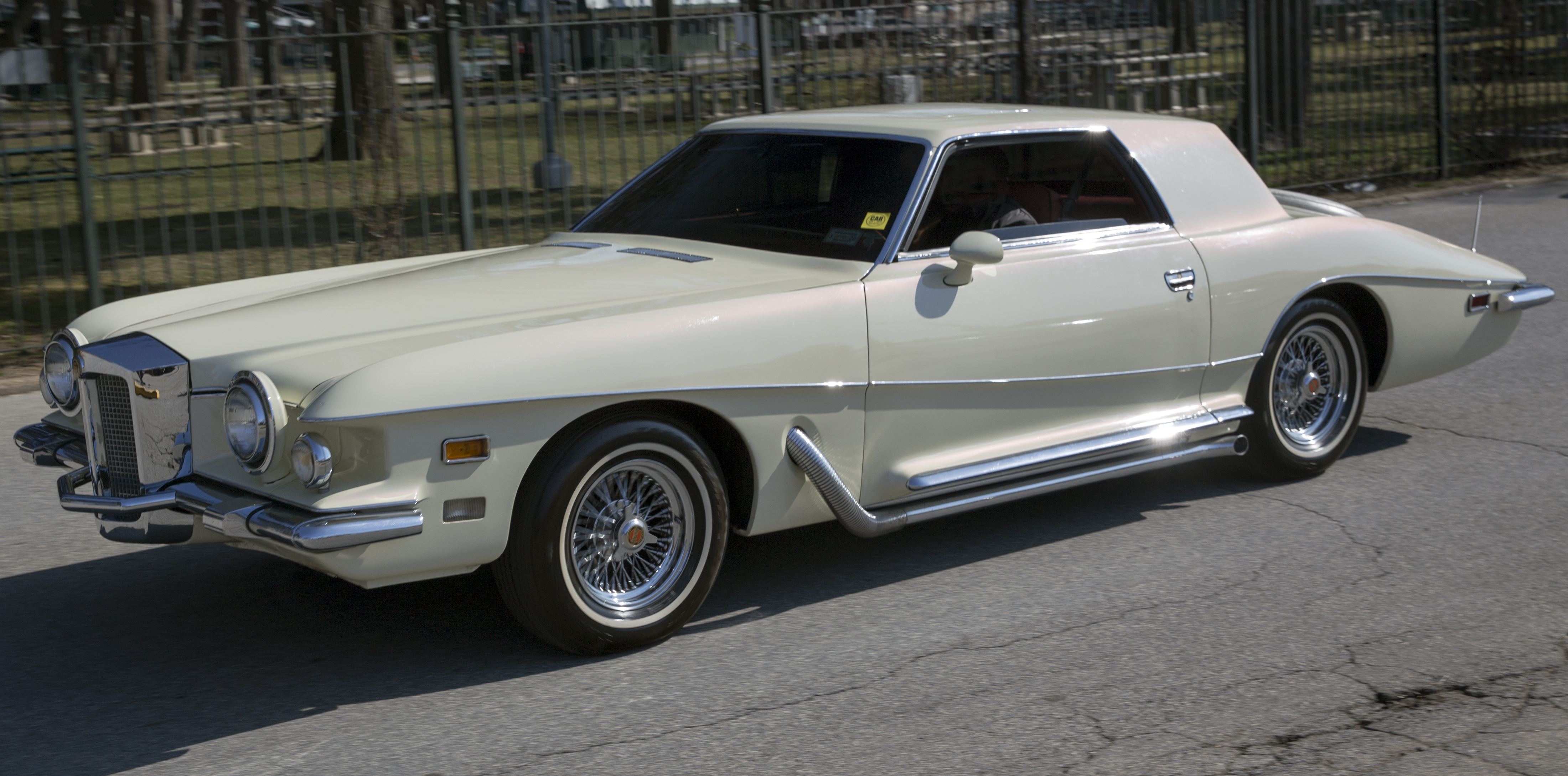
Dritte Serie: Stutz Blackhawk VI (1978)

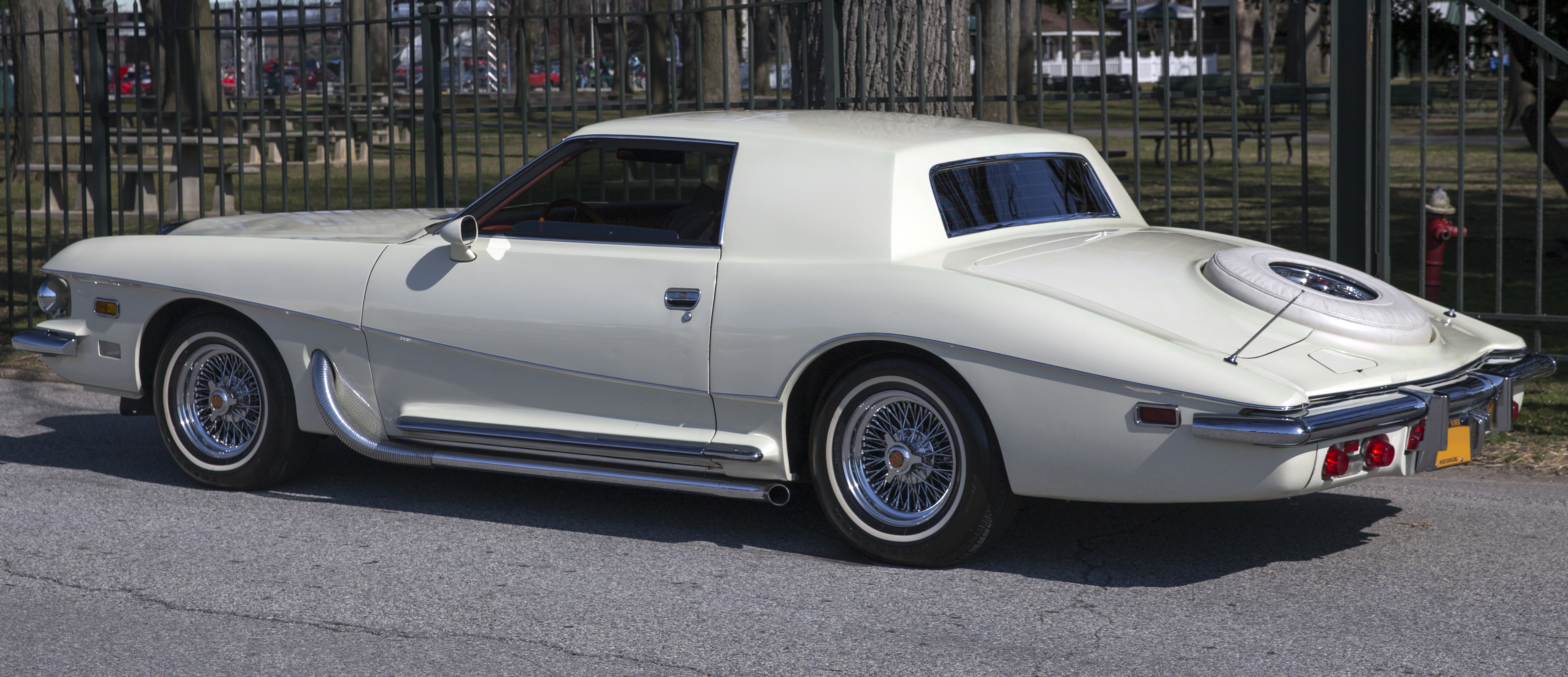
Stutz Blackhawk VI

Der 1970 und 1971 gebaute Blackhawk I war die erste Serie. Er basiert auf dem Pontiac Grand Prix der zweiten, ab 1969 hergestellten Generation (sog. G-Plattform von General Motors), dessen Chassis, Fahrwerk und Antriebstechnik er übernahm. Verwendet wurde ein 6555 cm³ (400 cui) großer Achtzylinder-V-Motor mit einer Leistung von 350 SAE-PS (brutto) bzw. 223 PS netto (164 kW). Die Karosserie ist eigenständig. Der Blackhawk I ist das einzige Stutz-Coupé, dessen Karosserie in allen Details von Virgil Exner gestaltet wurde. Stutz ließ komplette Pontiacs per Schiff zu Padane nach Modena liefern. Dort wurden die Serienkarosserien entfernt, entsorgt und durch neue Aufbauten im Exner-Design ersetzt, die in Handarbeit hergestellt. Für den Aufbau eines Autos fielen 1.500 Arbeitsstunden an. Insgesamt entstanden 25 Autos, die zu einem Preis von 22.500 US-$ verkauft wurden. Eine viertürige Version des Blackhawk I wurde 1971 in einem oder zwei Exemplaren als Stutz Duplex gebaut.
1972 erschien der Blackhawk II, der im Gegensatz zum zweisitzigen Vorgänger ein 2+2-sitziges Coupé ist. Mit ihm änderte Stutz das Produktionskonzept: Statt wie bisher die gesamte Karosserie des Spenderfahrzeugs zu beseitigen, übernahm Stutz für den Blackhawk II nun neben der Technik auch wesentliche Teile des serienmäßigen Aufbaus, der lediglich durch Anbauteile individualisiert wurde. Die Fahrgastzelle, die Türausschnitte und die Verglasung des Blackhawk II kamen jetzt von Pontiac; der Aufbau wurde lediglich mit äußeren Anbauteilen im Stil des Vorgängers verfremdet. Spenderfahrzeug war wiederum der Pontiac Grand Prix Serie 2, als Motorisierung kam ein 7,5 Liter großer V8-Motor mit 431 SAE-PS (brutto) zum Einsatz. Insgesamt entstanden mindestens 30 Exemplare des Blackhawk II.
1973 erschien die dritte Blackhawk-Serie, die bis 1979 produziert wurde. Sie ist die am längsten gebaute und mit etwa 300 Fahrzeugen erfolgreichste Variante des Stutz-Themas. Während die Karosserien im gesamten Produktionszeitraum der dritten Serie unverändert blieben, wurde die Antriebstechnik im Laufe der Jahre wiederholt modifiziert. Dazu gab es jeweils abweichende Modellbezeichnungen, sodass sich die dritte Serie formal aus den Modellen Blackhawk III, IV, V, VI und VII zusammensetzt. Technische Basis ist für alle Varianten der dritten Serie der Pontiac Grand Prix der dritten Serie. Die Karosserie zeichnet sich durch eine deutlich abfallende Heckpartie aus. Als Serientriebwerk wurde der 7,5 Liter große Achtzylinder von Pontiac verwendet, der keinerlei Überarbeitung oder Tuning erfuhr und zwischen 180 und 200 PS abgab. Auf der Grundlage der dritten Serie entstanden die Cabriolets Stutz d’Italia und Bearcat sowie die viertürige Limousine IV Porte.
Von 1980 bis 1986 entstand die vierte Serie, die als Blackhawk VIII bezeichnet wurde. Sie basiert auf den zweitürigen Versionen der 1977 neu eingeführten GM-B Plattform (Oldsmobile 88 bzw. Pontiac Parisienne). Das Design war ein Entwurf von Paolo Martin. Es entspricht weitgehend dem des viertürigen IV Porte. Als Antrieb kamen GM-Motoren mit 5,0- oder 5,7 Litern Hubraum zum Einsatz.

### Die Cabriolets
Ab 1977 entstanden vier verschiedene Cabriolet-Modelle.

#### Stutz D’Italia
Die erste Version entstand 1977 auf der Basis eines Blackhawk Serie 3. Es handelte sich um ein Cabriolet ohne Überrollbügel, das unter dem Namen D’Italia präsentiert wurde. Initiator des Projekts war ein Stutz-Händler. Fertigungstechnisch war der D’Italia eine Conversion, also ein nachträglicher Umbau: Von einem „serienmäßigen“ Blackhawk-Coupé wurde nach seiner Fertigstellung das Dach entfernt. Der Umbau erfolgte nicht bei der Carrozzeria Saturn in Italien, sondern in einer – namentlich nicht mehr bekannten – Werkstatt in den Vereinigten Staaten. Der D’Italia wurde für 100.000 US-Dollar zum Verkauf angeboten. Ein Werksprospekt bezeichnete den Wagen als „The world’s most expensive car“.
Der D’Italia blieb ein Einzelstück. Er hatte in dieser Form keine Chancen auf eine Serienproduktion. Das fehlende Dach machte den Wagen instabil und in Ermangelung eines Überrollbügels war die Sicherheit bei Unfällen fragwürdig.
Einige Jahre später wurde ein zweites bügelloses Cabriolet auf der Basis des Blackhawk Serie 3 zum Verkauf angeboten. Dabei handelte es sich um eine weitere nachträgliche Konversion, die im Auftrag eines Kunden durchgeführt wurde.

#### Stutz Bearcat
Die Resonanz des Publikums auf das Convertible D’Italia hatte gezeigt, dass die Kundschaft Bedarf nach einem offenen Stutz hatte. O’Donnell reagierte darauf mit dem Bearcat Convertible, einer werksseitig geöffneten Version des Blackhawk Coupé. Anders als der D’Italia, war der Bearcat allerdings kein Vollcabriolet. Er folgte vielmehr der Struktur der sog. Sicherheitscabriolets, die in Europa entwickelt und mit Modellen wie dem Triumph Stag, dem Lancia Beta Spyder, dem Porsche 911 Targa und 914 oder dem Bristol Beaufighter realisiert worden waren: Ein massiver Überrollbügel ersetzte die B-Säule, er gab Stabilität und Sicherheit bei Unfällen. Zwischen der Windschutzscheibe und dem Überrollbügel befand sich ein Kunststoff-Hardtop im Targa-Stil, das bei Bedarf manuell entfernt werden konnte; das Verdeck hinter dem Überrollbügel hingegen war aus Stoff und abklappbar.
Der Bearcat wurde zwischen 1979 und 1985 in mehreren Versionen realisiert:
- Anfänglich basierte er auf dem Blackhawk Serie 3. Abgesehen von der Dachkonstruktion wurde die Karosserie des Ausgangsfahrzeugs unverändert übernommen. Ein Werksprospekt aus dem Jahr 1979 beschrieb das Cabriolet als

„an absolute explosion into high intensity motoring experience. (...) It has that unique flair which gives the feeling of perennial youth“.
In kurzer Zeit wurden von dieser Version des Bearcat etwa 30 Exemplare hergestellt.
- Als Stutz 1980 die Serie 4 des Blackhawk-Coupé präsentierte, wurde mit einiger Verzögerung auch eine Cabriolet-Version dieses Modells nachgereicht, das ebenfalls Bearcat hieß. Der Wagen übernahm die schwerfälligen Linien des Coupés der vierten Serie und verband sie mit der Dachkonstruktion des bisherigen Bearcat. Insgesamt entstanden nur sieben Exemplare dieser Version. Sein Nachfolger war der Stutz Bearcat II.

#### Stutz Bearcat II

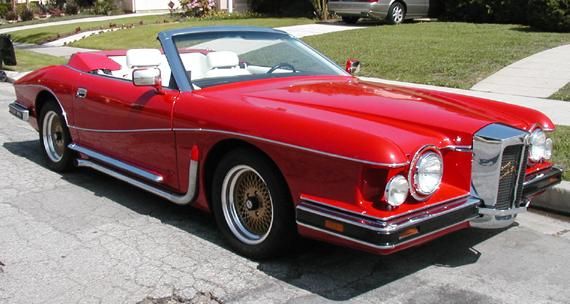
Stutz Bearcat II (1988)

Der 1988 vorgestellte Stutz Bearcat II ersetzte die bisherigen Modelle Blackhawk und Bearcat. Seine Einführung stellte den radikalsten Modellwechsel in der Geschichte des Unternehmens dar. Der neue Stutz war wesentlich kompakter als alle seine Vorgänger, und unter der nach wie vor traditionell geformten Karosserie arbeitete zeitgemäße Sportwagen-Technik.
Als technische Basis diente nunmehr der kompakte Pontiac Firebird. Dessen Fahrgestell und Antriebstechnik wurden unverändert übernommen. Die Karosserie wurde aus Kunststoff hergestellt. Stutz nannte das Material „Diamond Comp“ und erklärte in dem ersten Verkaufsprospekt:
„The same material is used on U.S. Space Shuttle vehicles (and) Formula 1 racing cars“.
Der Wagen wurde ausschließlich als Cabriolet angeboten; ein Coupé gab es erstmals seit 20 Jahren nicht mehr. Stilistisch wurden alle (inzwischen wirklich) klassischen Elemente der neueren Stutz-Modelle zitiert, allerdings mussten sie auf deutlich kleinere Dimensionen reduziert werden, was dem Bearcat II ein sehr eigenständiges, gedrungenes Erscheinungsbild gab. Im Innenraum gab es nach wie vor den bekannten Luxus: handgenähtes Leder, handpolierte Hölzer, Blattgold-Auflagen auf nahezu allen sichtbaren Instrumenten und Hebeln und manches mehr. Der Werksprospekt beschrieb den Bearcat II als „the ultimate fulfillment of the automotive artistic dream“ und bemühte sich, nachdem auf die Fertigung des Wagens in Italien verwiesen worden war, den Wagen in eine Traditionslinie zu dem Renaissance-Künstler Michelangelo zu stellen.
Der Bearcat II wurde in den Vereinigten Staaten für 125.000 US-Dollar verkauft. Auto Becker bot ihn in Deutschland zum Preis von 385.000 DM an.
Insgesamt entstanden 12 Fahrzeuge vom Typ Bearcat II. Mindestens acht von ihnen wurden 1988 hergestellt, einige wohl auch früher. Ab 1989 ist keine Produktion mehr zu verzeichnen. Der Abverkauf der Fahrzeuge zog sich allerdings bis in die frühen 1990er Jahre hin. Im Laufe des Jahres 1995 soll ein dreizehntes Fahrzeug aus Ersatzteilen hergestellt worden sein.

### Die Limousinen
Bereits vor der Präsentation des ersten Blackhawk dachten James O’Donnell und Virgil Exner darüber nach, dem Stutz-Coupé eine Limousine zur Seite zu stellen. Gemeint ist damit ein viertüriges Fahrzeug im Sinne amerikanischer Sedans, nicht hingegen eine verlängerte Repräsentationslimousine. Ein erster Entwurf für einen solchen Sedan, der den Namen Ministrale erhielt, kam über das Stadium einer Skizze nicht hinaus, allerdings wurde die Zeichnung des Wagens in einem Verkaufsprospekt des Jahres 1971 veröffentlicht. Aus dieser Zeit stammt auch die Idee, einen Cadillac Fleetwood nach optischer Verfremdung als Stutz zu vermarkten. Coggiola Carroziere baute einen Prototyp dieses Modells. Stilistisch eigenständig war der sehr teure Stutz Duplex von 1970. In beiden Fällen kam aber keine Serienfertigung zustande. Sie begann erst 1977 mit dem IV Porte.

#### Stutz Duplex

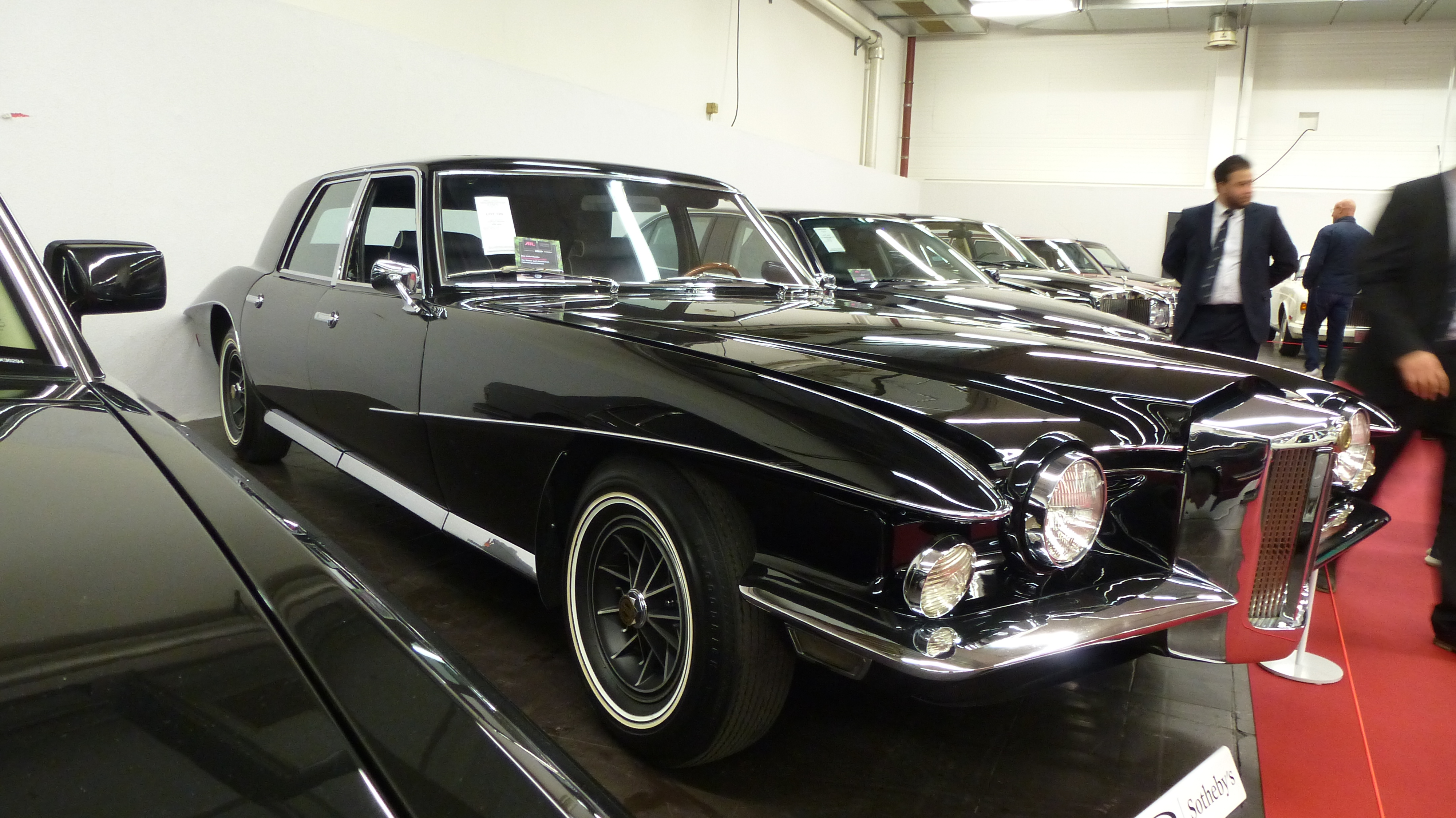
Stutz Duplex

In der ersten Hälfte des Jahres 1970 entstand bei Officine Padane, die zur gleichen Zeit die ersten drei Modelle des Blackhawk aufbaute, eine viertürige Limousine, die stilistisch eine verlängerte Version des Blackhawk darstellte. In einem Werksprospekt aus dem Jahr 1971 war der dunkelrot („marroon“) lackierte Wagen mit Chauffeur vor einem neuenglischen Anwesen abgebildet und als „The Stutz Duplex Sedan“ bezeichnet. In der Preisliste wurde der Duplex ebenfalls aufgeführt; Stutz forderte für ihn einen Betrag von 32.000 Dollar. Das Auto basiert technisch auf dem zeitgenössischen Cadillac Fleetwood 60 Special, dessen Fahrgestell es ebenso übernahm wie den 7,7 Liter großen Achtzylinder-V-Motor. Auch hier ist eine Serienproduktion zweifelhaft. Ein Exemplar ist im 21. Jahrhundert noch bekannt; es wurde ab 2018 mehrfach erfolglos zum Verkauf angeboten, darunter in St. Louis, Missouri, mit einer Preisforderung von 225.0000 $ sowie 2019 in Essen für einen Schätzpreis von 135.000 bis 150.000 €. Einige Quellen sprechen von insgesamt zwei Fahrzeugen, wobei nur eines von ihnen bei Padane entstanden sein soll; einen Hersteller des potentiellen zweiten Autos nennen sie allerdings nicht.

#### Stutz IV Porte

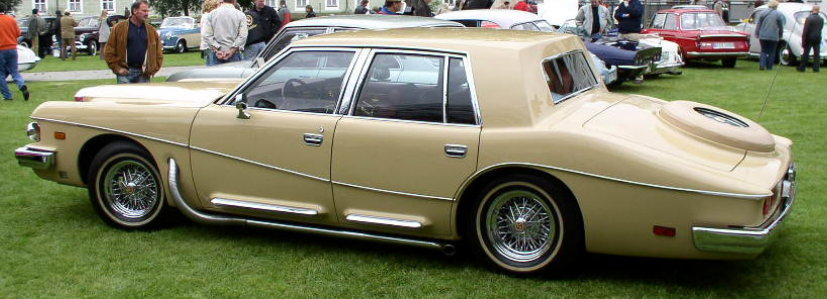
Stutz IV-Porte

Die erste Serienlimousine war das Modell IV Porte, das Ende 1978 vorgestellt und eine Zeitlang parallel zum Blackhawk Serie 3 produziert wurde. Die Bezeichnung der Limousine erinnerte an den Maserati Quattroporte. Der Entwurf für die Limousine geht auf den italienischen Designer Paolo Martin zurück. Der IV Porte basierte auf der 1977 vorgestellten B-Plattform von General Motors; Spenderfahrzeug war üblicherweise der auf dieser Plattform aufbauende viertürige Oldsmobile 88. Sein Radstand, die Fahrgastzelle und die Antriebstechnik wurden für den Stutz unverändert übernommen; gleiches galt für die Form der Türen und die Glaspartien. Auf diese Vorlage wurden die bekannten Design-Merkmale des Stutz übertragen. Die Heckpartie fiel etwas höher aus als die des Blackhawk III; das ab 1980 produzierte Coupé Blackhawk VIII übernahm diese Heckgestaltung. In kurzer Zeit entstanden etwa 50 Fahrzeuge. Einer der ersten Käufer war der Sänger Kenny Rogers.

#### Der Stutz Victoria

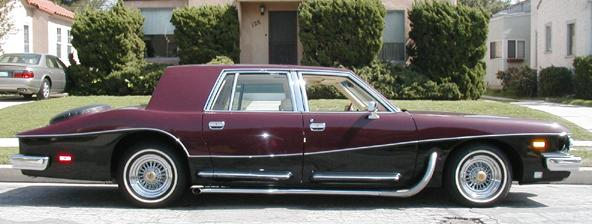
Stutz Victoria

Zum Modelljahr 1982 wurde der IV Porte durch das Modell Victoria abgelöst. Der Victoria entsprach technisch seinem Vorläufer, war allerdings im Radstand um 10 Zentimeter verlängert worden. Gestreckt wurde er durch ein Distanzstück zwischen den (unveränderten) hinteren Türen und der Hinterachse. Der so vergrößerte Innenraum ermöglichte den Passagieren eine erhöhte Beinfreiheit. Anders als der IV Porte wurde der Victoria in den meisten Fällen ohne Sidepipes ausgeliefert. Die Stoßstangen waren anfänglich verchromt, bei späteren Modellen waren sie – jedenfalls auf Wunsch – in Wagenfarbe lackiert. Insgesamt wurden in fünf Jahren je nach Quelle sieben, acht oder 20 Victoria-Limousinen hergestellt.

### Die Repräsentationsfahrzeuge
Neben den Limousinen mit (weitgehend) serienmäßigem Radstand stellte Stutz auch einige unterschiedlich lange Repräsentationsfahrzeuge her. Der Entwurf für diese Fahrzeuge geht auf den italienischen Designer Paolo Martin zurück.

#### Der Stutz Diplomatica
Der Diplomatica, in einem Werbeprospekt auch Diplomatic Sedan genannt, wurde 1981 in New York als reine Chauffeur-Limousine vorgestellt. Technisch handelte es sich nicht um eine verlängerte Version des IV-Porte bzw. Victoria, sondern um ein eigenständiges Modell, das auf einer serienmäßigen Cadillac Fleetwood 75-Limousine basierte. Dem Ausgangsfahrzeug wurden wiederum die meisten Designmerkmale der Marke angepasst, allerdings fehlten die Sidepipes. Die geänderte technische Basis bedingte zudem ein höheres, längeres Heck, und die seitlichen Chromleisten, die geschwungene Kotflügel imitieren sollten, verliefen anders als bei der IV-Porte-Limousine.
Im Fahrgastabteil konnten auf Wunsch eine gekühlte Bar, eine TV-Anlage und einige andere Annehmlichkeiten untergebracht werden. Bis 1985 entstanden sieben Exemplare des Diplomatica, sechs davon wurden nach Saudi-Arabien geliefert.

#### Der Stutz Royale
Der Stutz Royale war eine nochmals verlängerte Repräsentationslimousine. Das Fahrzeug war insgesamt 7,5 Meter lang und hatte ein Leergewicht von mehr als drei Tonnen. Es hatte Distanzstücke zwischen den Vorder- und den Hintertüren sowie zwischen den Hintertüren und der Hinterachse, war also im amerikanischen Sprachgebrauch eine double stretched Limousine.
Die Geschichte des Royale ist nicht vollständig geklärt. Insgesamt dürften drei Langlimousinen hergestellt worden sein:
- Es gibt Berichte, wonach bereits 1977 der Prototyp einer ersten Langlimousine gebaut wurde. Die technische Basis des Fahrzeugs ist unklar, auch sind keine Fotografien des ersten Prototyps verfügbar. Die Internet-Seite www.madle.org berichtet, dass das Fahrzeug 1978 an den König von Saudi-Arabien geliefert wurde.
- 1979 wurde ein weiteres Fahrzeug hergestellt, das nunmehr offiziell – und als Referenz an den ebenfalls beeindruckenden Bugatti Royale – die Bezeichnung Stutz Royale trug. Dieses Fahrzeug war dunkelblau lackiert und mit blauem Velours ausgestattet. Es wurde Ende 1979 an das saudi-arabische Königshaus geliefert.
- 1980 schließlich entstand eine weitere Limousine, die an den Präsidenten Gabuns, Omar Bongo, geliefert wurde. In einer Presseveröffentlichung aus dem Jahre 1980 wurde das Fahrzeug bemerkenswerterweise nicht als Stutz Royale bezeichnet – diesen Namen verwendete Stutz nur in Bezug auf das zweite nach Saudi-Arabien gelieferte Auto –, sondern als Stutz Limousine. Das Fahrzeug war dunkelrot lackiert und mit einem drehbaren Thron im Fahrgastbereich ausgestattet.

### Geländewagen
Die umfangreichen geschäftlichen Beziehungen O’Donells in den arabischen Raum brachten dem Unternehmen Anfang der 1980er Jahre einen lukrativen Auftrag in einem anderen Betätigungsfeld: Mehrere arabische Staaten hatten Bedarf an besonders gestalteten, mitunter auch gepanzerten Geländewagen für ihre Armeen oder Leibgarden. O’Donnell nahm diesen Auftrag an und ließ 1984 in der Carrozzeria Saturn in Cavallermaggiore einige eigentümliche Fahrzeuge herstellen, die keinerlei technischen oder stilistischen Bezug zu den sonstigen Stutz-Modellen hatten:

#### Stutz Defender und Gazelle
Der Defender und der baugleiche Gazelle waren gepanzerte, optisch nicht veränderte Versionen des Chevrolet Suburban, die werksseitig mit einem großen Schiebedach und einem Maschinengewehr ausgestattet waren. Die Wagen wurden überwiegend nach Saudi-Arabien verkauft.

#### Stutz Bear
Interessanter war der Stutz Bear, ein großes, viertüriges Cabriolet. Auch dieses Modell basierte auf dem Chevrolet Suburban. Bei ansonsten unveränderter Technik wurde das Kombi-Dach des Basisfahrzeugs entfernt. Hinter den Rücksitzen wurde ein elektrisch betätigtes Stoffverdeck installiert, das bei Bedarf die Vorder- und Rücksitze überdeckte. Der hintere Überhang, der im Basisfahrzeug die Ladefläche des großen Kombi beherbergte, erhielt einen Kofferraumdeckel, so dass der Bear insgesamt den Eindruck eines viertürigen Stufenheck-Cabriolet machte. Am Heck wurden die Rückleuchten des Alfa Romeo 1750/2000 installiert, die Front trug übereinander angeordnete Rechteck-Scheinwerfer und einen prominenten Kühlergrill. Der Bear wurde in insgesamt 46 Exemplaren hergestellt. Überwiegend gingen die Wagen an die königliche Garde Saudi-Arabiens, aber auch nach Marokko.

## Bekannte Stutz-Fahrer
James O’Donnell legte in all den Jahren Wert darauf, dass seine Autos von zahlreichen bekannten Persönlichkeiten gekauft und gefahren wurden. Zu ihnen gehörten vor allem Künstler wie Elvis Presley, Dean Martin (er erhielt das Kennzeichen DRUNKY für den Wagen, mit dem seine damalige Lebensgefährtin später einen Verkehrsunfall verursachte), Frank Sinatra, Sammy Davis junior, Wayne Newton, Lucille Ball, Robert Goulet, Elton John, Curd Jürgens, Kenny Rogers, Liberace, Barry White und Evel Knievel; ferner einige Sportler wie etwa Muhammad Ali und schließlich zahlreiche Politiker vornehmlich aus dem arabischen und afrikanischen Raum wie Omar Bongo, der Präsident Gabuns (er besaß eine der beiden Royal Limousinen), König Hassan II. von Marokko und der Sultan von Brunei.

## Bedeutung
Die Bedeutung der Wagen wird sehr unterschiedlich eingeschätzt. In amerikanischen Publikationen werden die Autos vielfach als beeindruckende Wagen, als „Klassiker“ oder auch als „die schönsten jemals hergestellten Autos“ bezeichnet. In Europa wird das zumeist kritischer gesehen. Die britische Fachzeitschrift Thoroughbred and Classic Cars positionierte den Stutz Blackhawk von 1971 auf ihrer Liste der 10 hässlichsten Autos der Welt als „einfach geschmacklos“ auf dem dritten Platz:
„Wer um das Jahr 1980 herum ein auffälliges Luxusauto fahren wollte, mußte je nach Geschmack auf einen Rolls-Royce Camargue oder einen Aston Martin Lagonda zurückgreifen – oder, falls man ein erfolgreicher Pornostar ist, auf einen Stutz Blackhawk.“